# Augusto De Luca
Augusto De Luca (Napoli, 1º luglio 1955) è un fotografo italiano.

## Biografia
Dopo gli studi classici si è laureato in giurisprudenza. I suoi esordi furono quelli di musicista, un chitarrista che si esibiva nelle "garage band" napoletane con Mario Insenga, Ernesto Vitolo e Alan Sorrenti e che proseguì con Enzo Avitabile e Lino Vairetti ma lasciò perdere quando si appassionò alla fotografia. Ne diventò professionista intorno alla metà degli anni Settanta, formandosi come autodidatta, dedicandosi soprattutto al ritratto, ma operando sulla sottile linea di confine tra quella che viene considerata fotografia tradizionale, cioè quella della documentazione, e la sperimentazione. Il suo stile si caratterizza soprattutto da un mix tra estremo realismo, attenzione particolare alle inquadrature e atmosfere metafisiche. Le sue immagini sono spesso di netto realismo ma ad esse ne affianca altre nelle quali forme e segni danno sostanza visiva ad elementi metafisici; la composizione geometrica correda la prospettiva grazie alla quale ci consente di leggere l'immagine, di goderne del suo linguaggio espressivo.

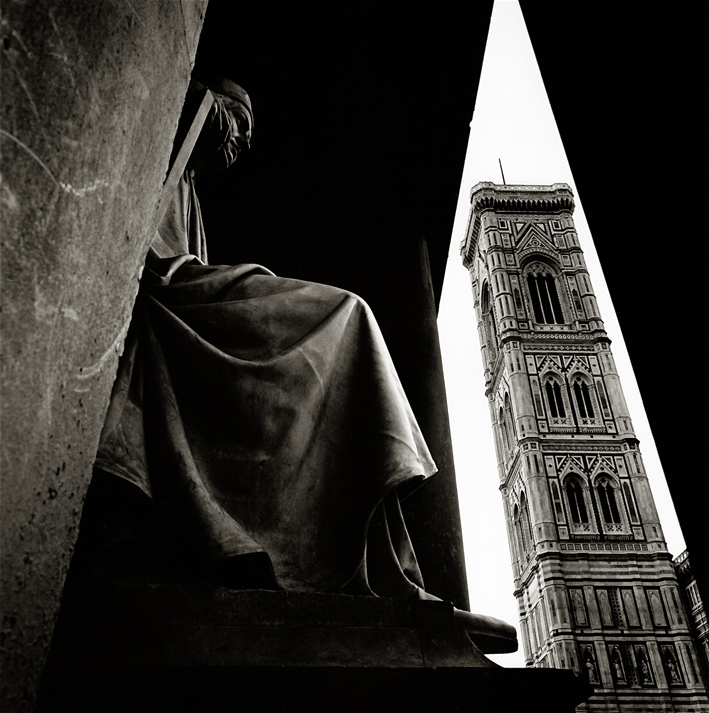
Firenze, 1998

Dopo la mostra Napoli Donna, tenutasi a Milano a "Il Diaframma" di Lanfranco Colombo nel 1987, con la pubblicazione del relativo catalogo, nacque l'idea di un'antologia di ritratti di uomini napoletani famosi utilizzando le Polaroid SX-70, manipolate dopo lo scatto, con le interviste di Giuliana Gargiulio. Edito da Electa nel 1995, fu pubblicato il volume Trentuno napoletani di fine secolo, con i ritratti di: Salvatore Accardo, Lucio Amelio, Luciano De Crescenzo, Roberto De Simone, Francesco De Martino, Raffaele La Capria, Riccardo Muti, Francesco Rosi, Roberto Murolo e tanti altri. L'introduzione fu curata da Carlo Azeglio Ciampi ed in seguito la mostra venne esposta presso la Camera dei Deputati alla presenza di Giorgio Napolitano e Nilde Iotti. Nello stesso anno 1987 diresse le scenografie del programma televisivo Samarcanda, condotto dal giornalista Michele Santoro in onda su Rai Tre.

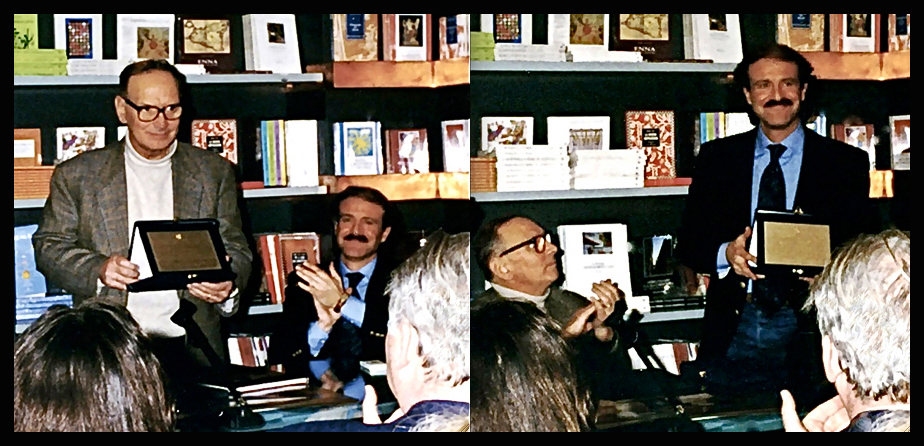
1996, premio città di Roma. Ennio Morricone e Augusto De Luca

Nel corso della sua carriera fotografò personaggi quali Renato Carosone, Rick Wakeman, Carla Fracci, Renzo Arbore, Lina Wertmuller, Giorgio Napolitano, Hermann Nitsch, James Senese, Enzo Avitabile. I suoi libri mostrano anche un lavoro cospicuo nella fotografia di architetture, di monumenti e di opere d'arte. Ha realizzato numerose mostre in Italia e all'estero, copertine di dischi e vari libri fotografici recensiti da emittenti televisive pubbliche e riviste specializzate, con le introduzioni e gli interventi di Sandro Curzi, Paolo Portoghesi, Margherita Hack, Ennio Morricone, Mario Luzi, Lina Wertmuller, e tanti altri.  In seguito alla pubblicazione del volume nel 1996 Roma Nostra, Gangemi editore, con il quale nello stesso anno De Luca ed Ennio Morricone ricevettero il premio “Città di Roma”, le fotografie del libro furono esposte alla galleria “il Diaframma”  e la Telecom gli affidò la realizzazione di cinque schede telefoniche che illustrassero simbolicamente le città di Napoli, Parigi, Dublino, Berlino, Bruxelles di cui furono stampate un totale di 19 milioni di copie, tra il 1997 e il 1999.
De Luca nel 2005 tornò a Napoli dopo aver vissuto a Roma e si rese conto della notevole mole di disegni su carta appiccicati sui muri della città che ricordavano le opere di Keith Haring, Ronnie Cutrone, Kenny Scharf. Non conosceva l'arte di strada (street art), pensava che i disegni fossero stati realizzati da ragazzi. Iniziò a raccoglierli anche per preservarli dalle intemperie. In questo modo mise insieme un buon numero di disegni e tutto ciò non passò inosservato, tanto che una giornalista de Il Mattino gli dedicò uno spazio sul giornale. Successivamente, De Luca iniziò a collaborare col writer Iabo che girò il video Iabo cattura il cacciatore di graffiti. Fu così che la sua collezione divenne importante e decise di pubblicarla sul web, su giornali e dove poteva per sensibilizzare l’attenzione della gente su questa forma d’arte troppo spesso infamata. De Luca è diventato il "Cacciatore di Graffiti". Ma non è finita, nel frattempo, nei primi anni Duemila, De Luca visse un momento di depressione. Come racconta lui stesso: "...ho sfiorato perfino l'idea del suicidio. Ora la considero una grazia perché è in questo modo che ho scoperto la fede". Frequentò la parrocchia del "Corpus Christi" di via Manzoni a Napoli ed iniziò la sua conversione.
Le sue fotografie fanno parte di varie collezioni: 
- Polaroid Collection,
- Biblioteca nazionale di Francia,
- Archivio Fotografico Comunale del Museo di Roma,
- Centro Nazionale per le Arti dello Spettacolo di Pechino,
- Museo de la Photographie di Charleroi[8].

## Pubblicazioni
- Napoli Donna, Centro Il Diaframma/Canon, Edizioni Editphoto Srl, 1987
- Trentuno napoletani di fine secolo, Electa, Napoli, 1995 - ISBN 8843552066
- Roma Nostra, Gangemi Editore, Roma 1996 - ISBN 978-88-7448-705-9
- Napoli grande signora, Gangemi Editore, Roma 1997 - ISBN 978-88-7448-775-2
- Il Palazzo di giustizia di Roma, Gangemi Editore, Roma 1998 - ISBN 978-88-492-0231-1
- Firenze frammenti d'anima, Gangemi Editore, Roma 1998 - ISBN 978-88-7448-842-1
- Bologna in particolare, Gangemi Editore, Roma 1999 - ISBN 978-88-7448-980-0
- Milano senza tempo, Gangemi Editore, Roma 2000 - ISBN 978-88-492-0093-5
- Torino in controluce, Gangemi Editore, Roma 2001 - ISBN 978-88-492-0211-3
- Tra Milano e Bologna appunti di viaggio, Gangemi Editore, Roma, 2002 - ISBN 978-88-7448-980-0

## Galleria d'immagini

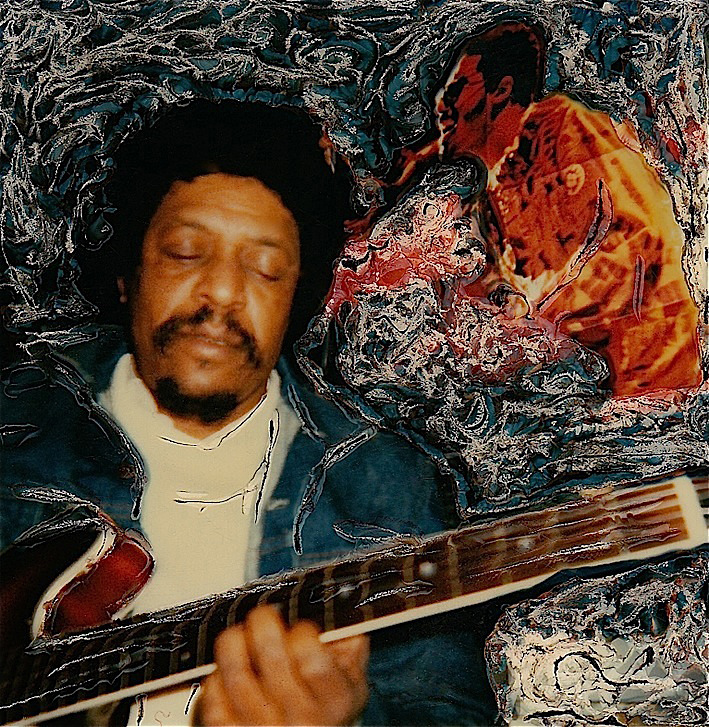
Irio De Paula, polaroid, 1986
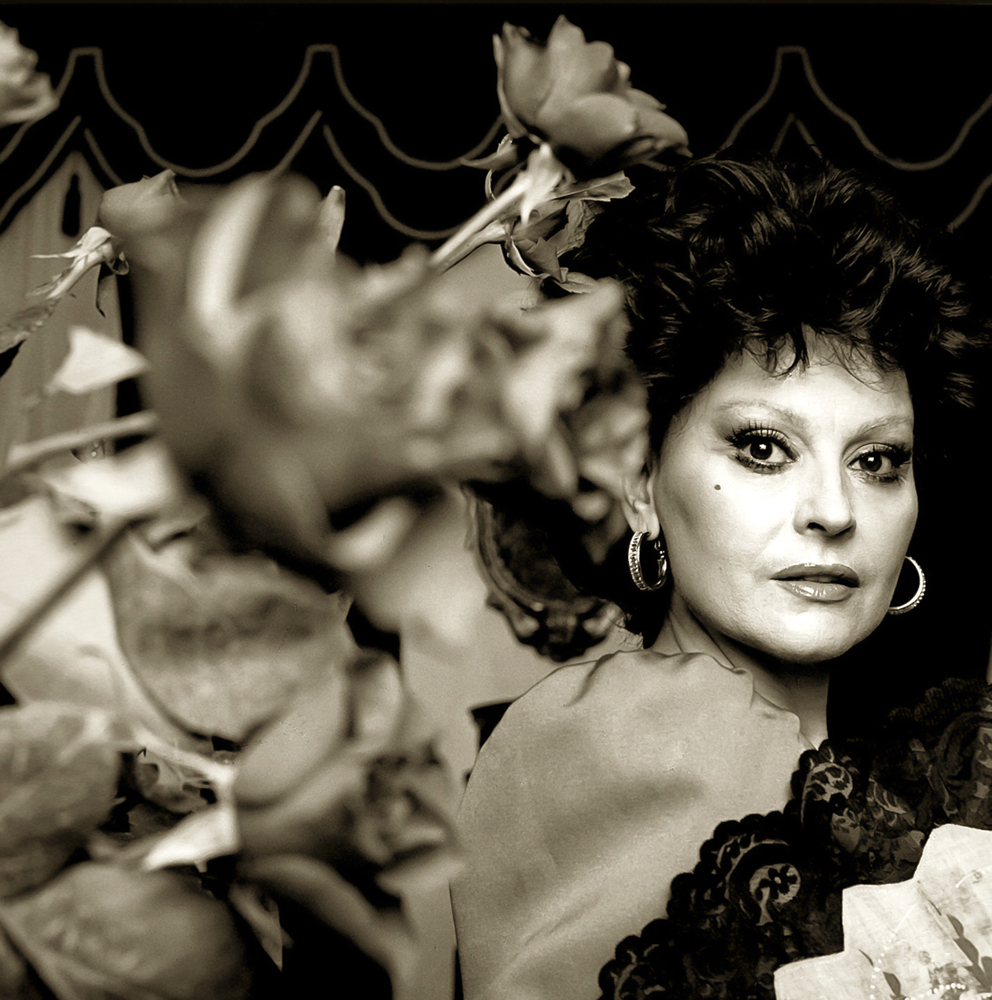
Angela Luce, 1987
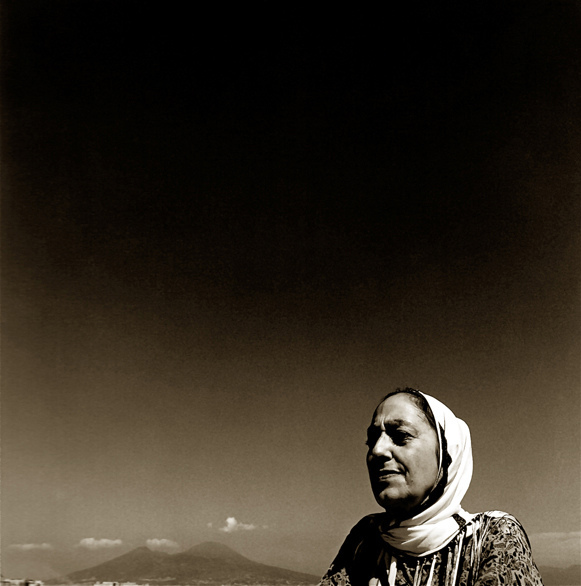
Concetta Barra, 1987
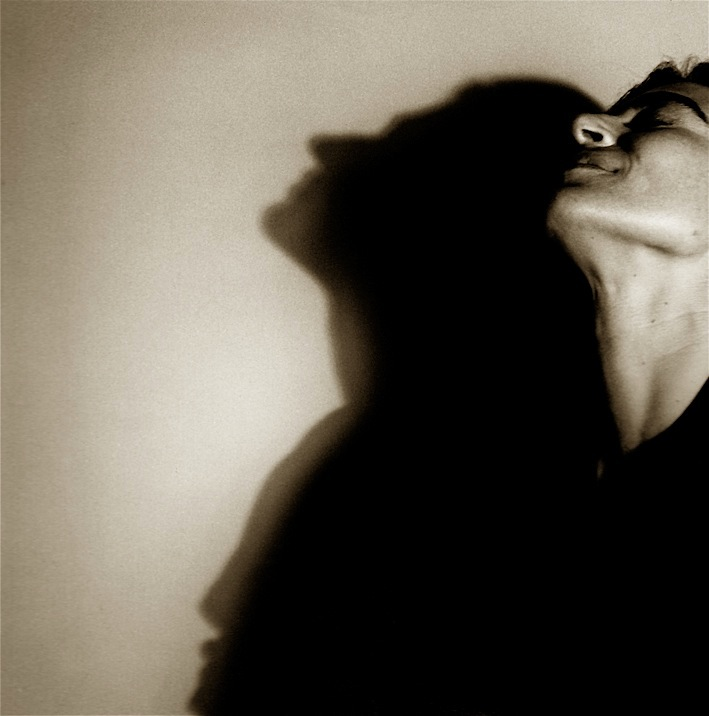
Lina Sastri, 1987
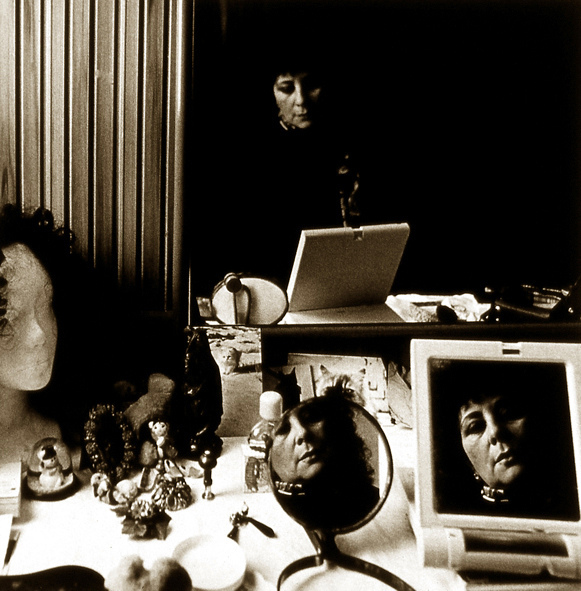
Isa Danieli, 1987
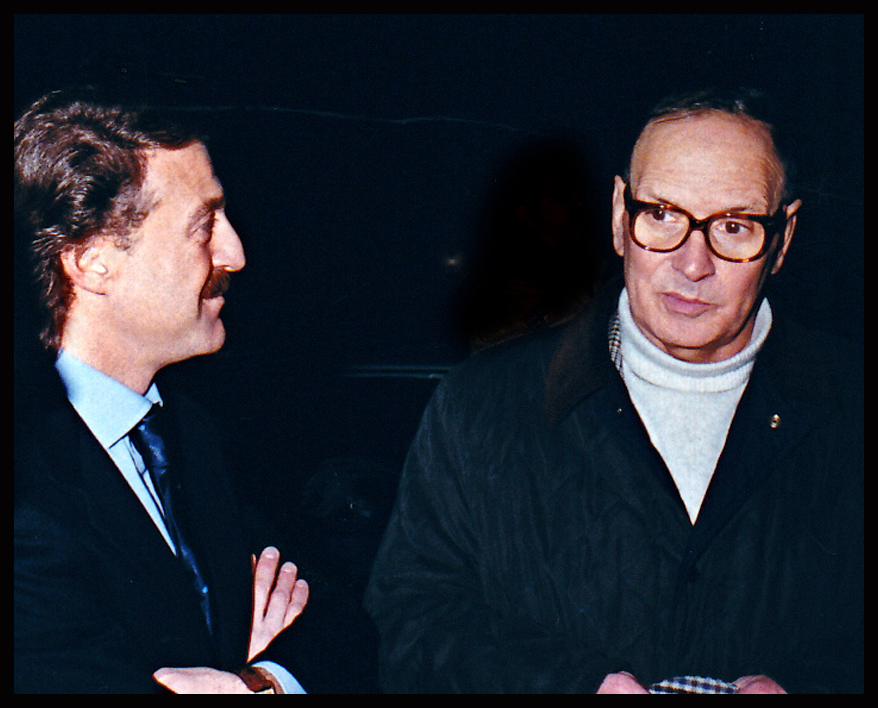
De Luca con Ennio Morricone, 1987
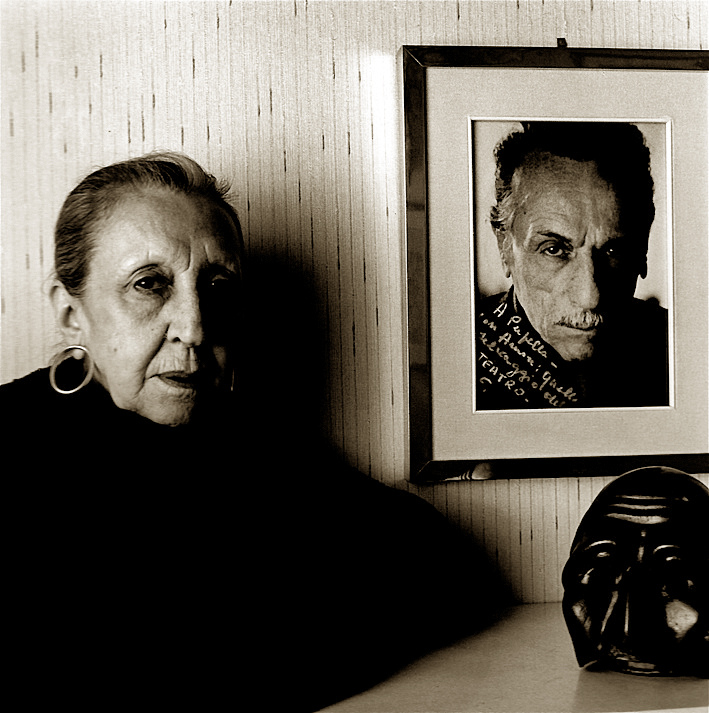
Pupella Maggio, 1987
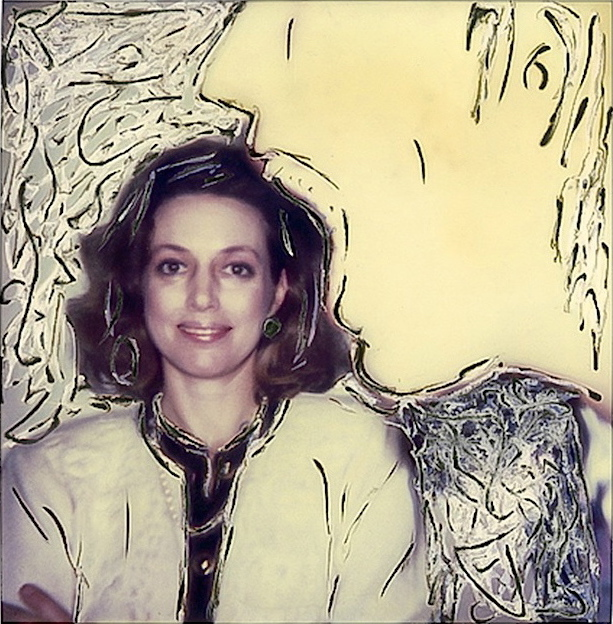
Antonella Boralevi, polaroid, 1988
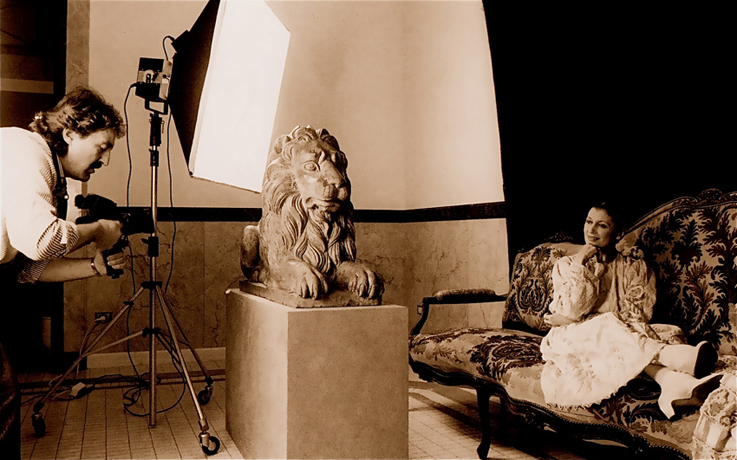
De Luca con Carla Fracci, 1991
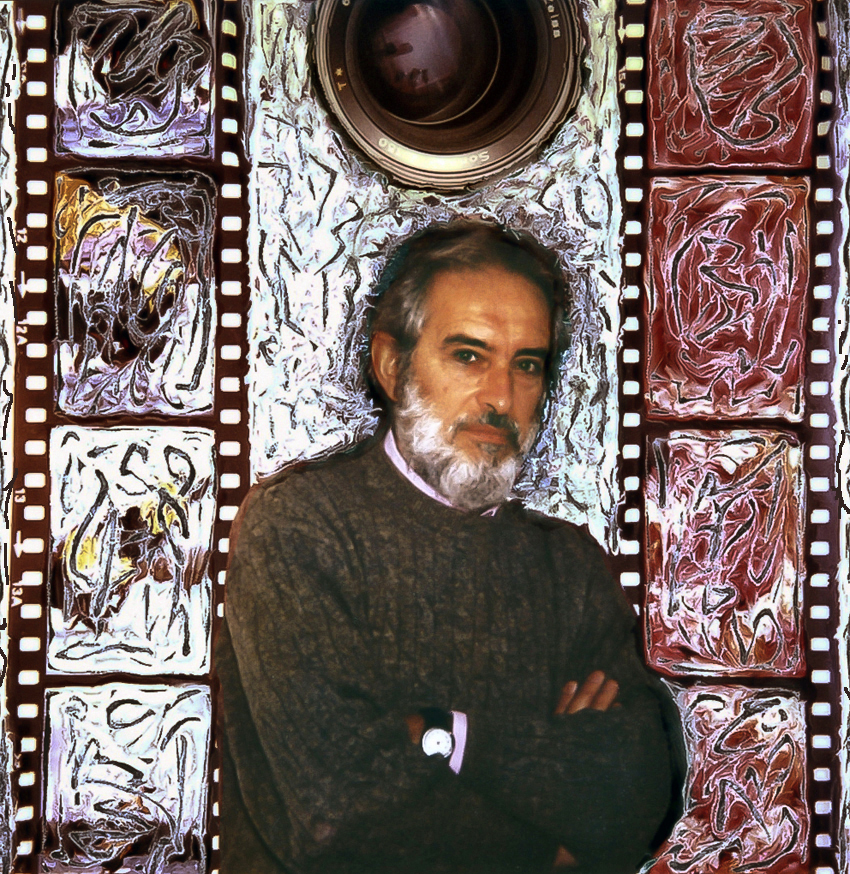
Mimmo Jodice, polaroid, 1995
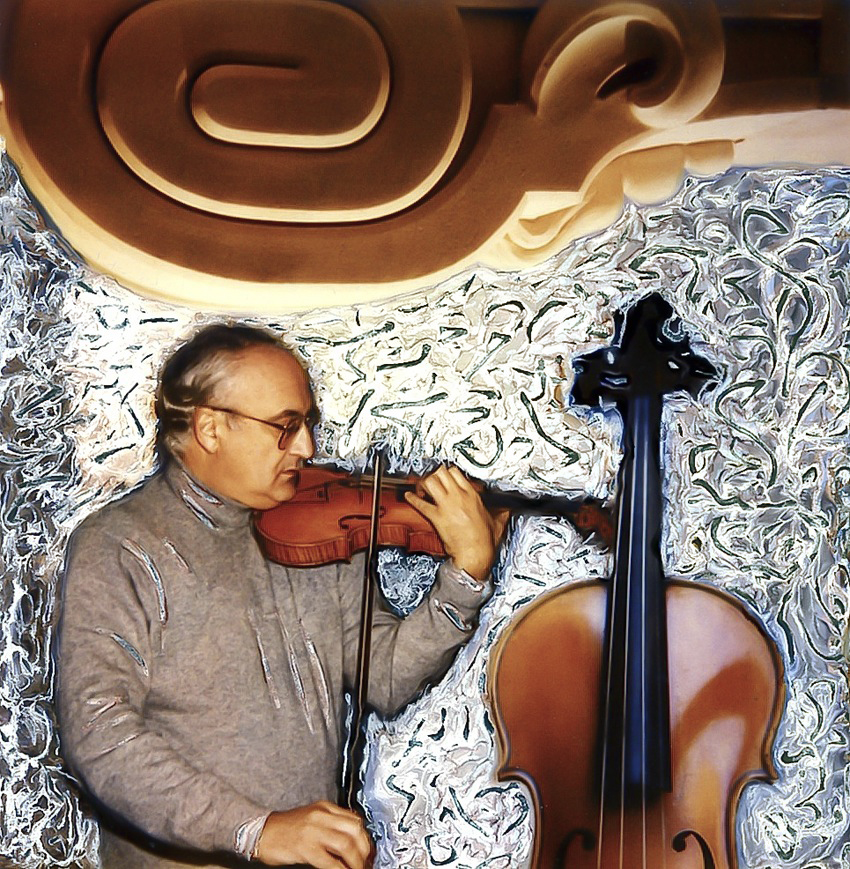
Salvatore Accardo, polaroid, 1995
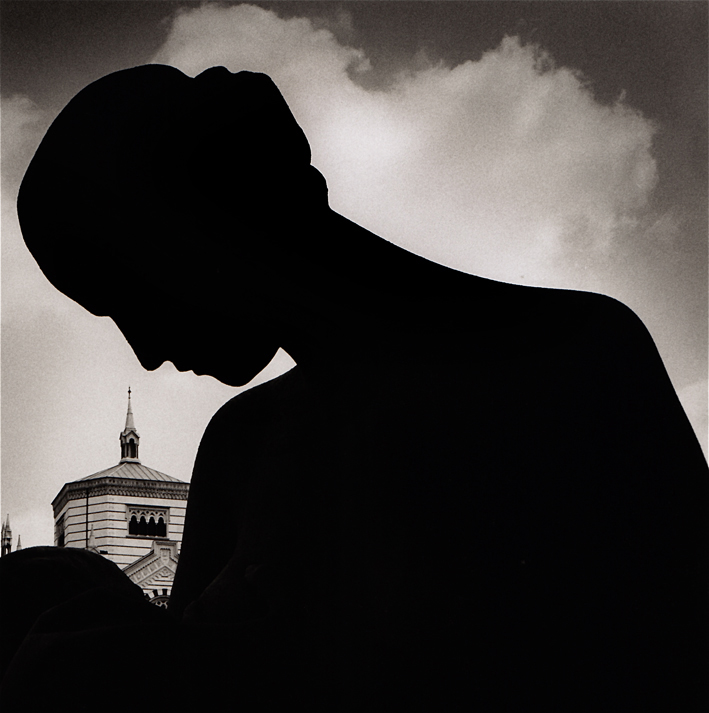
Cimitero monumentale di Milano, 2000
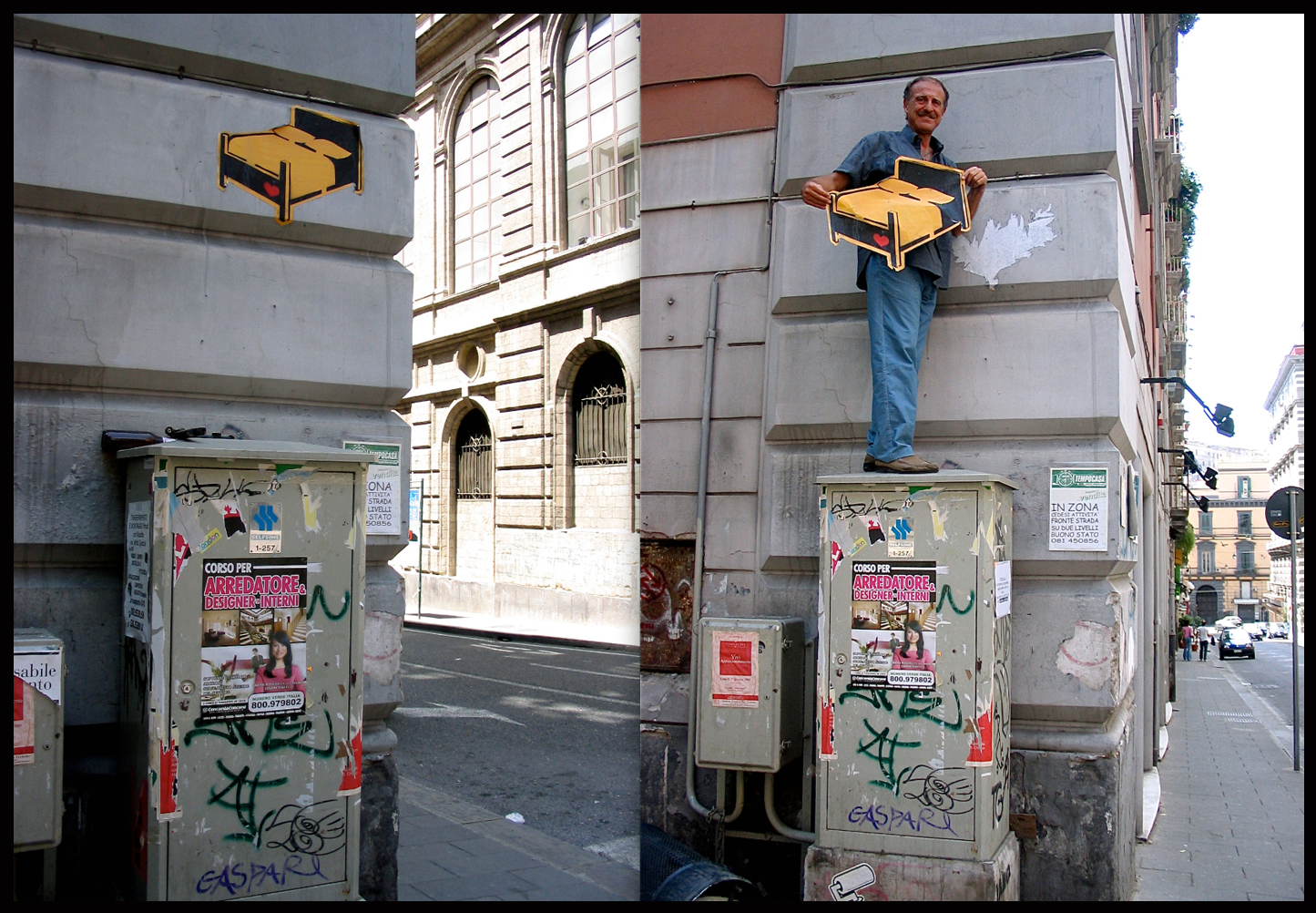
Il Cacciatore di Graffiti, 2005
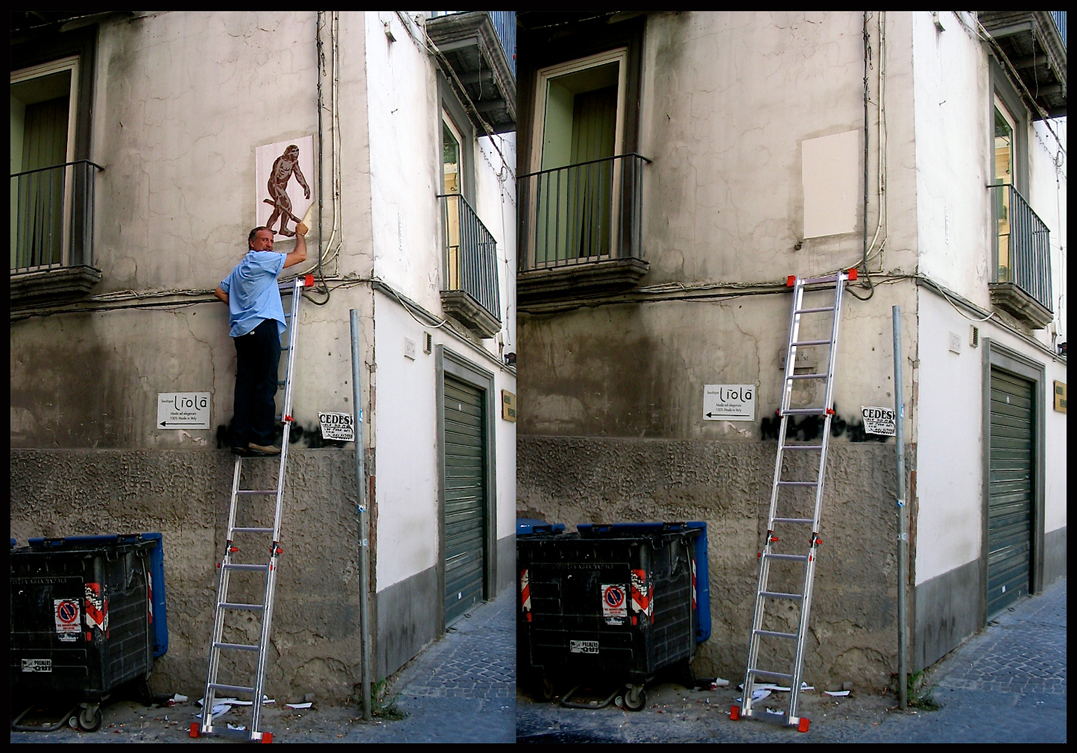
Il Cacciatore di Graffiti, 2005
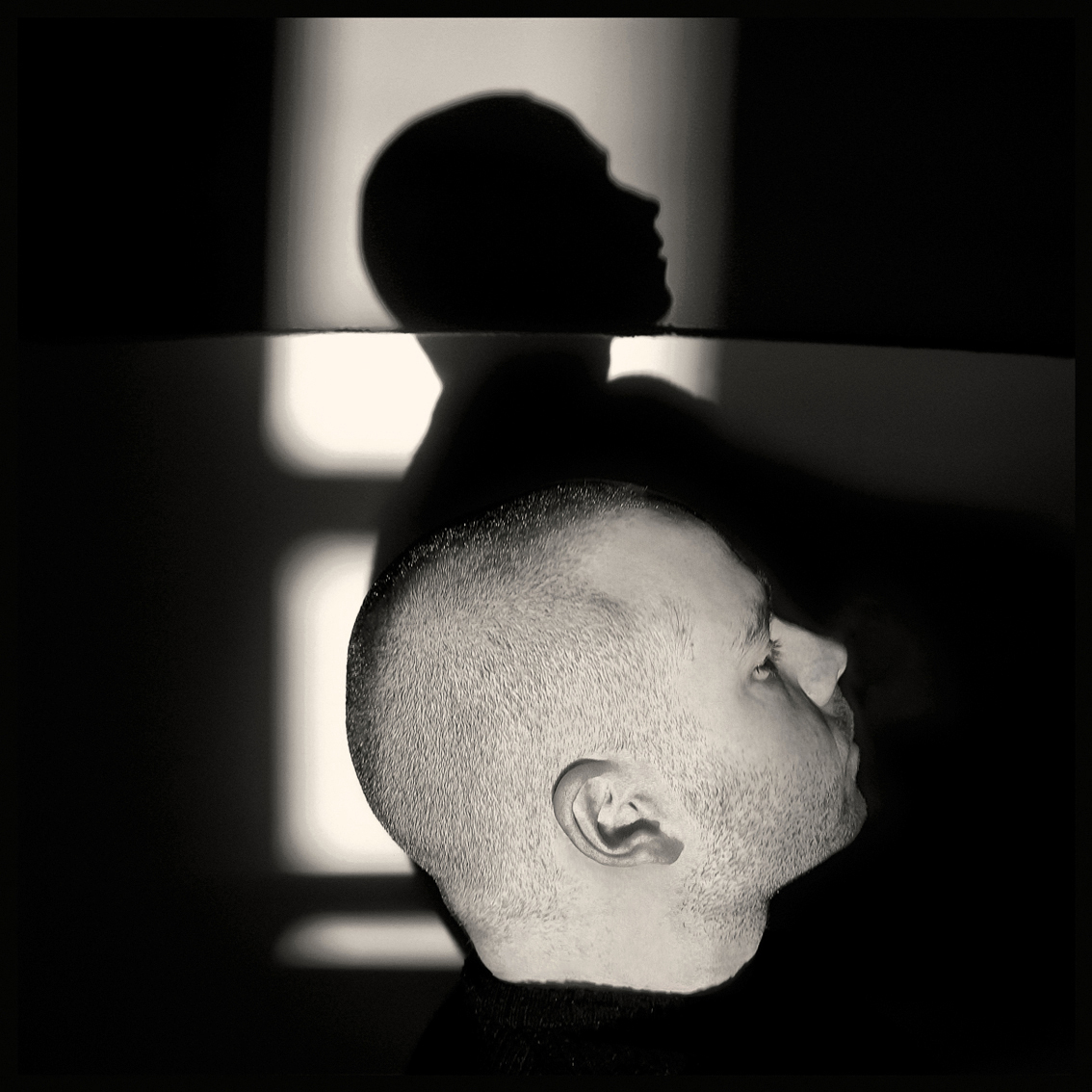
Iabo, 2009
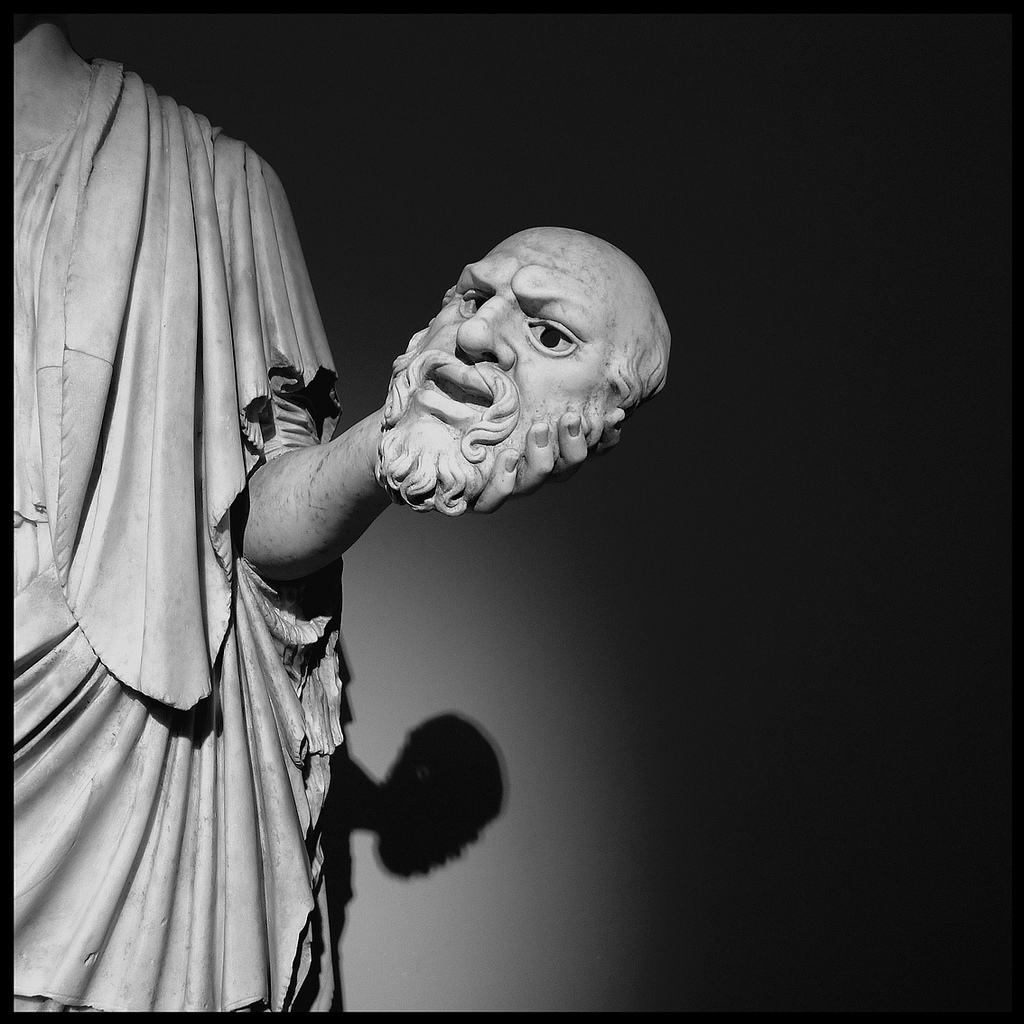
Museo archeologico nazionale di Napoli, 2012
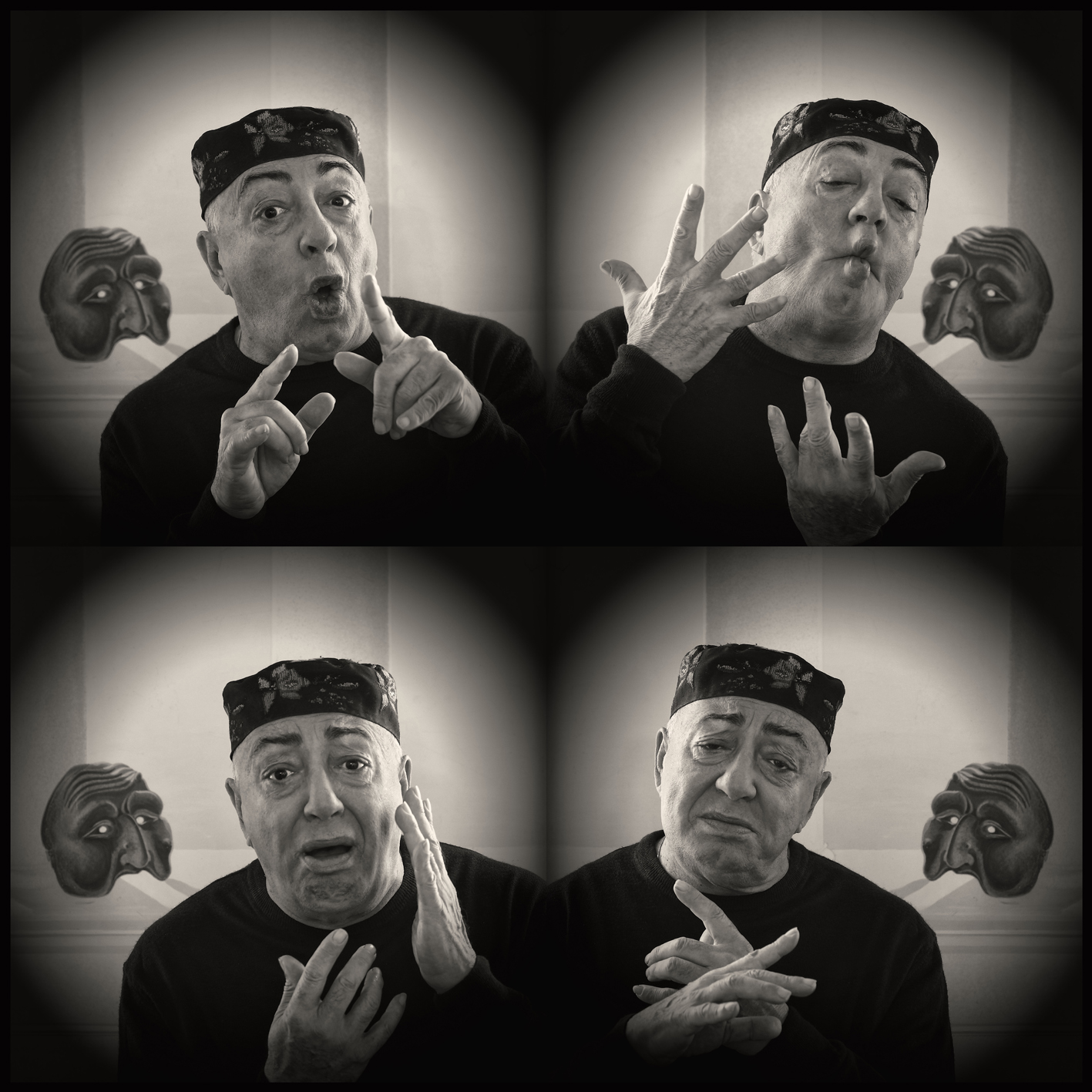
Beppe Barra, 2015
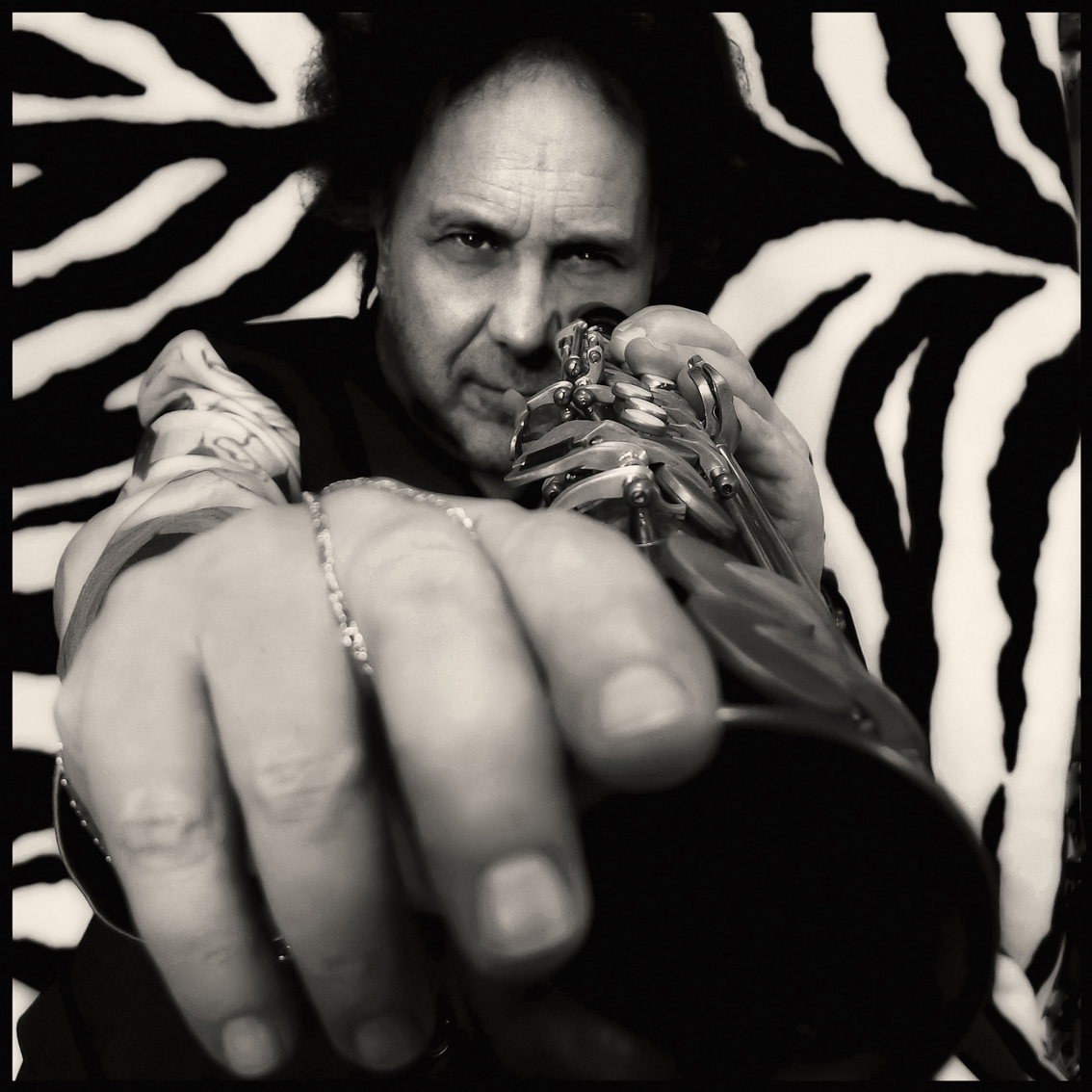
Enzo Avitabile, 2016
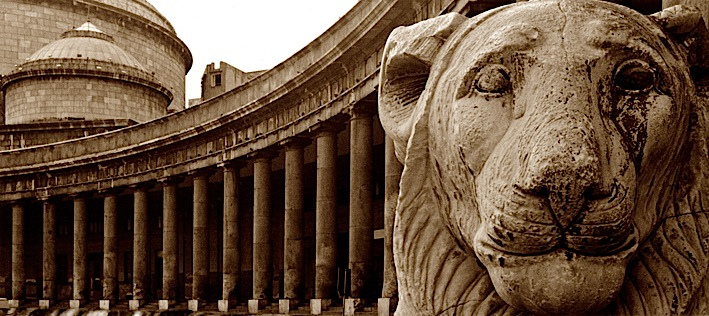
Napoli, 1986
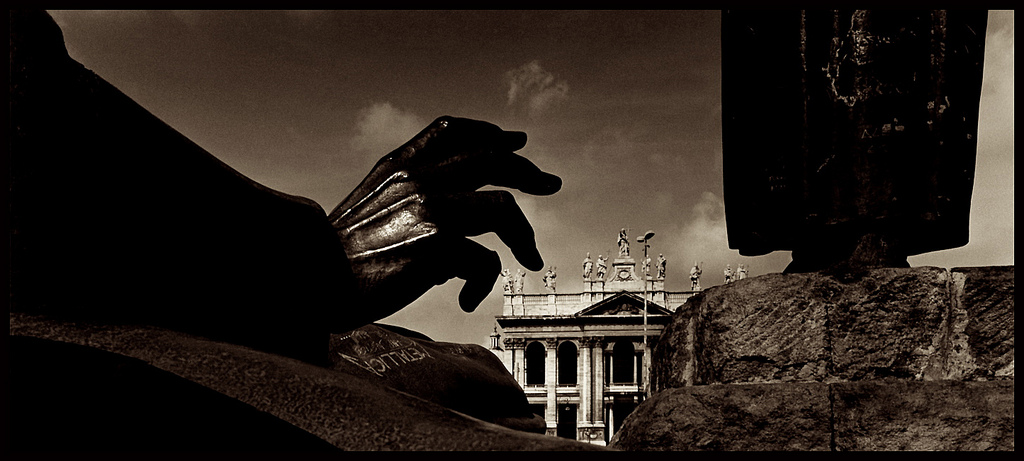
Roma, 1995
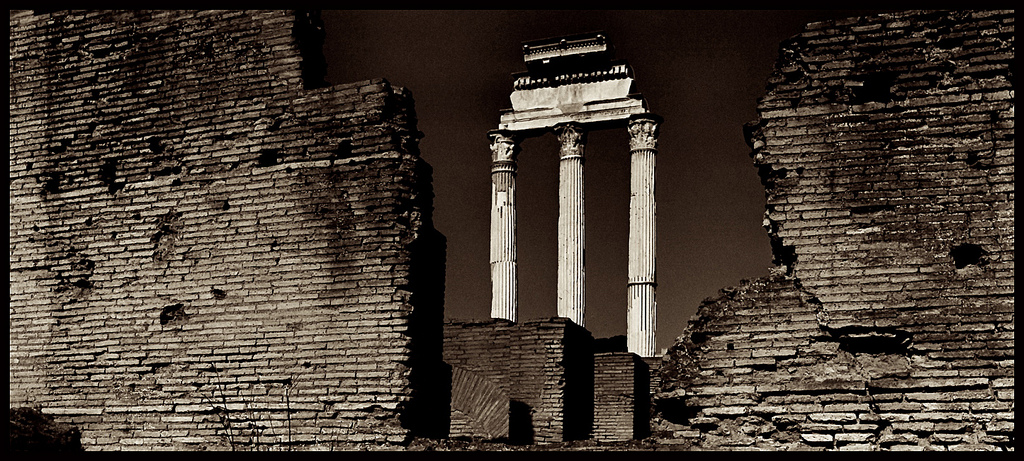
Roma, 1995
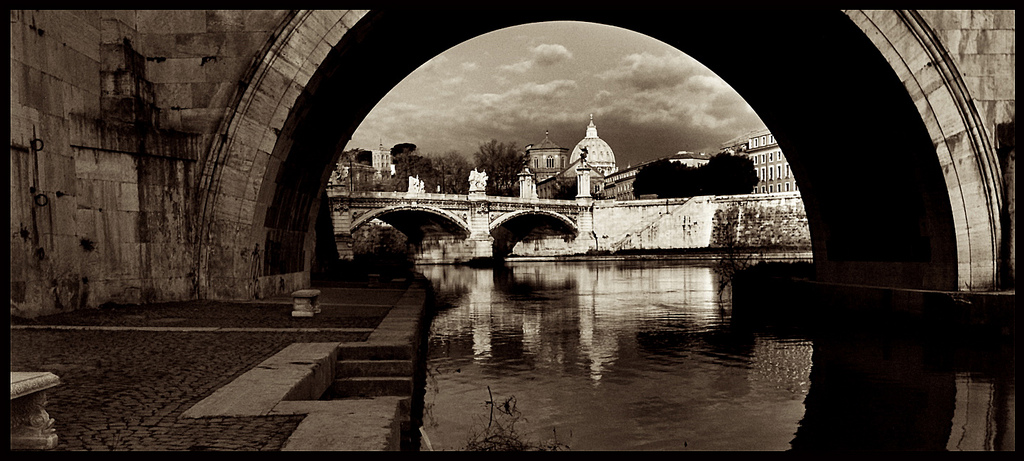
Roma, 1995
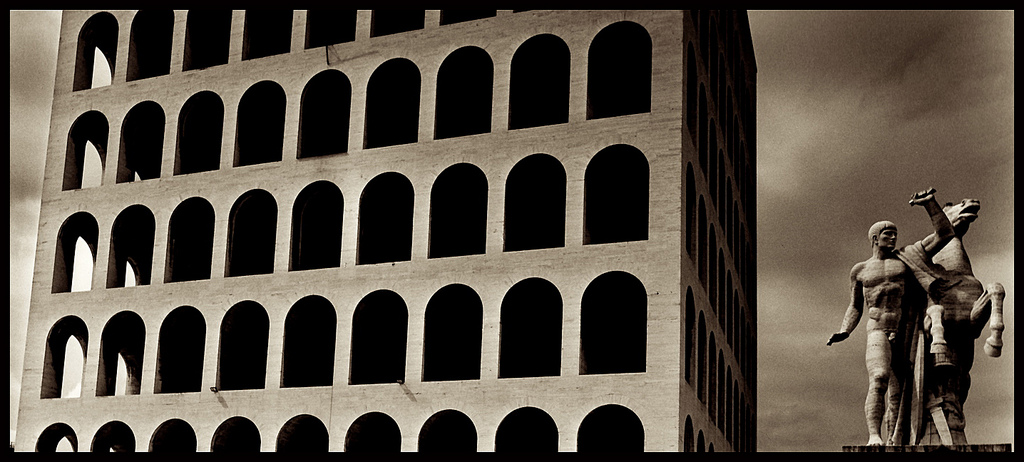
Roma, 1995